# Хенри I (Англия)
Хенри I (на английски: Henry I of England; на френски: Henri I-er d'Angleterree) е крал на Англия (1100 – 1135) и херцог на Нормандия (1106 – 1135). Според легендите Хенри се отличавал със своята ерудираност, за което получил прозвището Болерк (от френски: Beauclerc – „Учения“).
Известен е с административните и финансовите си реформи, които залягат в по-нататъшното управление на Англия. През неговото царуване почти напълно се стопяват разликите между англосаксонското и норманското население, което става предпоставка за създаването на английската нация.

## Произход и наследство
Роден е около 1068 г. Той е най-малкият син на Уилям I Завоевателя и Матилда Фландърска. Брат е на Робер II и Уилям II.
Като най-малък син той получава в наследство от баща си само 5000 фунта злато за разлика от братята си, които се сдобиват с обширни области – Робер получава Нормандия, а Уилям съответно Англия. Получената сума все пак го превръща в един от най-богатите по това време аристократи в Англия и му позволява да си купи значителни имения, което го превръща във фактор в борбата между братята му за обединението на някогашното огромно кралство на Уилям Завоевателя. Отчитайки този факт, братята му сключват общ договор, с който да неутрализират домогванията на Хенри до короната. Въпреки това, когато Робер заминава на Първия кръстоносен поход, Хенри се превръща на практика в единствения наследник на Уилям. При едно щастливо за него стечение на обстоятелствата на 2 август 1100 г. по време на лов Уилям е убит от заблудена стрела (възможно е да е ставало въпрос за умишлено убийство) и Хенри, който взема участие в същия лов, побързва да се възползва от създалата се ситуация – слага ръка на кралската хазна в Уинчестър и три дни по-късно е коронясан.

## Крал на Англия (1100 – 1135)

### Начало на управлението
В грамотата си по повод коронацията той заклеймява деспотичната политика на Уилям и обещава добро управление, целейки да успокои бароните. Само два месеца след това на 11 ноември 1100 г. Хенри заздравява положението си на трона като сключва брак с Едит, дъщеря на Малкълм III Шотландски и племенница на Едгар Етелинг, с което осигурява сродяването си със старата англосаксонска династия Уесекс. Бракът не се харесва на мнозинството барони и за да я приемат Едит решава да смени името си на Матилда.
Междувременно завърналият се от кръстоносния поход Робер, в продължение на няколко години прави опити да си върне полагащата му се по старшинство корона. Решаваща се оказва битката при Теншбре в Нормандия на 28 септември 1106 г., когато Хенри го пленява и хвърля в тъмницата на замъка Кардиф, където Робер остава до смъртта си през февруари 1134 г.

### Конфликт с църквата
Хенри влиза в конфликт и с църквата. Кралят продава назначенията в духовенството и се противопоставя на Грегорианските реформи. Отправя молба към Анселм Кентърбърийски, изгонен от Англия при управлението на Уилям II, да се върне обратно в страната и го назначава като архиепископ на Кентърбъри, целейки да си спечели доверието на бароните, но Анселм отказва да му отдаде почит, заявявайки, че светската власт не може да се бърка в църковните дела. Конфликтът продължава и папа Паскал II заплашва Хенри с отлъчване от църквата. В крайна сметка Хенри постига компромис с Рим, с който се анулира правото му да назначава духовници, но е уговорено те да му отдават кралски почести.

### Вътрешна политика
През 1106 г. конфликтът с църквата и завладяването на Нормандия са разрешени и Хенри се занимава с разширяване на кралската власт. Той комбинира щедростта с насилието и дава административни постове на доверени и талантливи мъже. Така кралят успява да създаде вярна бюрокрация. Хенри е въвлечен в континенталните дела и прекарва половин година в Нормандия, оставяйки управлението на Англия на най-довереното си лице, граф Робърт Солзбъри. Същият създава ефективен отдел за събиране на приходите в кралската хазна. Хенри предоставя на местните кралски чиновници правото да преценяват местните финансови спорове и да обуздават шерифите.

### Брак с Аделаида Лувенска и наследяване
Съпругата му Едит умира през 1118 г. Две години по-късно, на 25 ноември 1120 г., единственият им син Уилям загива при корабокрушението на „Белия кораб“ до бреговете на Нормандия.
На 29 януари 1121 г. Хенри сключва брак с 15-годишната Аделаида Лувенска, дъщеря на Готфрид VI Брадати (граф на Льовен, херцог на Долна Лотарингия). Той се жени за нея, за да получи мъжки наследник. Бракът им остава бездетен.
За Хенри се оказва проблем да посочи свой наследник след смъртта на сина му Уилям. Единственият, който е в състояние да го наследи при това положение, е дъщеря му Аделаида-Матилда. Тъй като междувременно тя вече е останала вдовица, Хенри я вика при себе в Англия през 1125 и на 1 януари 1127 г. принуждава бароните си да ѝ се закълнат във вярност. След това на 17 юни 1128 г. урежда и брака ѝ с 16-годишния граф Жофроа д`Анжу Плантагенет, от когото през 1133 г. тя ражда син, бъдещият крал на Англия – Хенри II.

### Последни години
Последните години от царуването на Хенри са белязани от постоянни войни със съседите, най-вече с Франция, и с трудностите в осигуряване на неговото наследство. Френският крал Луи VI започва да укрепва кралството си и на три пъти неуспешно напада Нормандия.
През лятото на 1135 г. Жофроа д`Анжу иска като знак на добра воля Хенри да му предостави редица замъци в Нормандия. Отказът на Хенри е последван от война между двамата, в разгара на която през декември 1135 г. Хенри умира. Смъртта му е предизвикана от хранително отравяне.

## Деца
От първия си брак с Едит има две деца:
- Аделаида (1102 – 1167), приела името Матилда (известна още като кралица Мод) след сватбата си с императора на Германия Хайнрих V, майка на крал Хенри II;
- Уилям (1103 – 1120), загива при корабокрушението на Белия кораб на 25 ноември 1120 г. до бреговете на Нормандия.

Хенри остава известен и с многото си незаконородени деца (между 20 и 25 според различните източници), което го превръща в английския крал с най-много извънбрачни деца в историята на страната. От неизвестна по име, дъщеря на буржоа от Кан, е незакония му син:
- Робърт от Глостър (ок.1090 – 1147)